# Linha Mairinque-Santos (Sorocabana)
A Linha Mairinque-Santos, construída pela Estrada de Ferro Sorocabana, é uma ferrovia brasileira, em bitola mista e via dupla, que liga a cidade de Santos com a cidade de Mairinque, passando por São Roque (Distrito de Canguera), Cotia (Distrito de Caucaia do Alto), Itapecerica da Serra, Embu Guaçu, São Paulo (estação Evangelista de Souza), Cubatão e São Vicente.

## História
O ramal Mairinque-Santos foi projetado pela Estrada de Ferro Sorocabana (EFS) em 1889, com o objetivo de ligar o interior paulista ao porto de Santos, quebrando o monopólio da São Paulo Railway.
As obras foram iniciadas em 1929, com duas frentes: uma vinda de Santos e outra vinda de Mairinque, a partir do entroncamento entre as linhas originárias em Sorocaba e Itu. O trecho entre Santos e Samaritá foi adquirido da Southern San Paulo Railway em 1927, que já a operava desde 1913. 
Ao final da obra, em 1937, a linha possuía 155 km de extensão (sendo o trajeto Mairinque - Evangelista de Souza - Samaritá com 135,264 km e Samaritá - Santos com 19,274 km). Ela foi construída com raio de curvatura de 246m e declividade máxima de 2%, o que permite velocidade máxima de 64 km/h. A descida da Serra do Mar se inicia a 740m de altitude na Estação Evangelista de Souza e termina próximo ao nível do mar em Paraitinga. Este trecho acidentado de serra conta com 27 túneis, que, num projeto visionário na década de 1930, já foram construídos com dimensões para receber a duplicação futura da linha férrea.
Posteriormente, o trecho entre Samaritá e Santos foi interditado por cortar a cidade, os trens com destino ao porto de Santos passando a fazer um trajeto mais longo: Mairinque - Evangelista de Souza - Paraitinga - Cubatão - Santos.
Em 1957, a estação Evangelista de Souza passou a ser o ponto de entroncamento do ramal de Jurubatuba, aberto nesse ano, para ligar diretamente o centro da cidade de São Paulo à Mairinque-Santos.
Com a criação da FEPASA em 1971, o ramal passou a fazer parte do Corredor de Exportação Araguari-Santos, passando na década de 1980 por várias melhorias de traçado, recuperação de pontes e túneis e a adição do terceiro trilho da bitola mista. Esse corredor tem como objetivo o transporte principalmente de soja, milho, açúcar e farelos. Houve tráfego de passageiros entre Mairinque e Santos até 1975, mais tarde sendo reduzido para entre Embu-Guaçu e Santos, até novembro de 1997. 
Em 1997, o ramal foi concedido à iniciativa privada como parte da malha paulista oriunda da antiga FEPASA. Atualmente, é administrado pela Rumo Logística, que duplicou totalmente o trecho em 2015 como parte das obras para o principal corredor de exportação do agronegócio brasileiro, recebendo cargas do interior paulista, Triângulo Mineiro e Mato Grosso pela Variante Boa Vista-Guaianã, e de Mato Grosso do Sul e do Paraná pelo antigo tronco da EFS, com destino ao porto de Santos.

## Traçado da ferrovia
| Estação              | Distância desde Mairinque (km) | Inauguração |
| -------------------- | ------------------------------ | ----------- |
| Mairinque            | 0                              | 1897        |
| Embu Guaçu           | 64                             | 1934        |
| Evangelista de Souza | 90                             | 1935        |
| Acaraú               | 120                            | 1938        |
| Gaspar Ricardo       | 125                            | 1930        |
| Paraitinga           | 130                            | 1930        |
| Samaritá             | 134                            | 1930        |
| São Vicente          | 145                            | 1913        |
| Estuário             | 153                            | -           |